# Саид-Галиев, Сахиб-Гарей
Са́хиб-Га́рей Саидгалиевич Са́ид-Га́лиев (6 марта 1894 — 29 октября 1938) — советский государственный и партийный деятель.

## Биография
Родился в Уфе в семье рабочего. По национальности татарин. Рабочий. В 1915 призван в армию, в 1916 агитатор комитета РСДРП г. Екатеринбурга.
После Февральской революции 1917 член полкового комитета и Екатеринбургского совета, председатель гарнизонного комитета воинов-мусульман. В марте 1917 года вступил в партию большевиков. С июля 1917 председатель Уральского областного мусульманского совета. В 1918—1919 комиссар по делам национальностей Казанского совета, член татаро-башкирского бюро Уфимского губкома, преподаватель мусульманских военно-политических курсов при Политотделе Центральной мусульманской военной коллегии. В ноябре 1919 делегат 2-го Всероссийского съезда коммунистических организаций народов Востока (КОНВ), избран председателем Центрального бюро КОНВ при ЦК РКП(б).
В 1920 председатель Ревкома Татарской АССР. В 1920—1921 — председатель СНК Татарской АССР. В 1921—1924 председатель Совета народных комиссаров Крымской АССР. 30 декабря 1921 — член полномочной делегации от РСФСР на I Всесоюзном съезде Советов, подписант Договора об образовании СССР.
В 1924—1925 — член Центральной контрольной комиссии РКП(б). В 1924—1926 — в Народном комиссариате рабоче-крестьянской инспекции СССР. В 1928—1931 — заместитель управляющего, управляющий трестом «Тепло и сила» (Москва). В 1931—1933 — член коллегии Народного комиссариата труда СССР. С 1933 — на политработе в НКПС.
Делегат IX, X, XII, XIII съездов РКП(б). Делегат 2-го и 3-го конгрессов Коминтерна. Избирался членом ВЦИК и ЦИК СССР.
В 1938 году репрессирован. Реабилитирован посмертно.

## Национальная политика
Осенью 1920 г. председатель специальной комиссии ВЦИК, расследовавшей покушение на Саид-Галиева, докладывал, что в руководстве Татарской Республики сформулировалось две враждующих группы, одну из которых возглавлял Саид-Галиев, а другую Султан-Галиев. По мнению председателя комиссии, «ни 1-я, ни 2-я группа не должны быть в Татарской Республике».
31 января 1924 г. написал письмо И. В. Сталину, в котором, откликаясь на смерть В. И. Ленина, предложил ряд «безотлагательных» мер:
1. ) ликвидировать распространенный на окраине ложный взгляд, что якобы существует принципиальное разногласие по национальному вопросу в составе руководящего круга нашей партии;
2. ) просить ответственных товарищей (из состава членов ЦК) написать ряд статей по национальному вопросу, дающих отпор всякому тенденциозному толкованию высказанных им слов или написанных статей;
3. ) возможные разногласия по этому вопросу в будущем, если таковые возникнут среди ответственного, руководящего круга нашей партии, ни в коем случае не выносить дальше, чем за пределы Политбюро ЦК;
4. ) срочно принять ряд чрезвычайных мер, направленных на (заметное для широких кругов) экономическое улучшение жизни туземных масс нашей окраины, как-то: отпуск деревне безвозвратной ссуды, расширение кредита, постройка на государственные средства новых школ и т. д.; в частности, ассигновать средства на реэмиграцию крымских татар из Турции и на обзаведение их своим хозяйством. Таких частностей, имеющих огромное политическое значение, имеется почти в каждой автономной республике. Их необходимо выявить и провести в жизнь. Это даст возможность сохранить с прежней силой сочувствие и симпатии широких масс народов Ближнего Востока к нашей партии.
5. ) Планомерно, но решительно очистить партию от чуждых элементов на окраинах и постепенно партийно-советское руководство передавать в руки испытанных членов партии, не ослабляя вовлечение лучших представителей беспартийных масс и интеллигенции.
6. ) Упростить и облегчить (постановлением ЦК или XIII партийного съезда) путь к вовлечению в партию лучшей части имеющихся в наличии фабрично- заводских рабочих и бедняцкого слоя деревни туземных масс окраин, уменьшив число рекомендателей, срока кандидатского стажа и т. д.[4]

## Увековечивание памяти
- В Уфе есть бульвар, названный именем Сахиб-Гарея.

- В Казани есть улица Саид-Галиева, а также дворец культуры имени Саид-Галиева Сахиб-Гарея.[2]

## Интересные факты
- Хотя правильное написание фамилии Сахиб-Гарея — Саид-Галиев, улица в Казани, названная в его честь, именуется улицей Саид-Галеева.